# Hans-Jürgen Hoeftmann
Hans-Jürgen Hoeftmann (* 8. November 1940) ist ein deutscher Kameraassistent und Standfotograf.

## Werdegang
Hoeftmann arbeitete ab 1963 als DEFA-Standfotograf und Kameraassistent an verschiedenen Filmen und Projekten mit. Für den Film Platz oder Sieg? (1981) arbeitete er als zweiter Kameramann.
Bis Anfang der 1990er Jahre war er im Filmgeschäft tätig. Insgesamt wirkte er an 27 Projekten mit.

## Filmografie (Auswahl)
- 1964: Geliebte weiße Maus
- 1964: Das Lied vom Trompeter
- 1967: Die Fahne von Kriwoj Rog
- 1970: Zwei Briefe an Pospischiel
- 1976: Das blaue Licht
- 1976: Die Forelle
- 1976: Absage an Viktoria
- 1978: Achillesferse
- 1979: Schneeweißchen und Rosenrot
- 1979: Lachtauben weinen nicht
- 1980: Nicki
- 1981: Platz oder Sieg?
- 1982: Der Prinz hinter den sieben Meeren
- 1983: Taubenjule
- 1984: Romeo und Julia auf dem Dorfe
- 1985: Das Eigentor
- 1989: Johanna (Miniserie, 7 Folgen)
- 1991: Olle Hexe
- 1991: Jugend ohne Gott